# Cacochloris uvidula
Cacochloris uvidula là một loài bướm đêm trong họ Geometridae.